# Rosières (Tarn)
Rosières is een gemeente in het Franse departement Tarn (regio Occitanie) en telt 699 inwoners (2005). De plaats maakt deel uit van het arrondissement Albi.

## Geografie
De oppervlakte van Rosières bedraagt 10,5 km², de bevolkingsdichtheid is 66,6 inwoners per km².
De onderstaande kaart toont de ligging van Rosières (Tarn) met de belangrijkste infrastructuur en aangrenzende gemeenten.

## Demografie
Onderstaande figuur toont het verloop van het inwonertal (bron: INSEE-tellingen).